# Carlo Villano

Wappen von Carlo Villano als Weihbischof

Carlo Villano (* 25. August 1969 in Aversa) ist ein italienischer römisch-katholischer Geistlicher und Bischof von Pozzuoli und Ischia.

## Leben
Carlo Villano empfing 1994 durch Bischof Lorenzo Chiarinelli die Diakonatsweihe und am 29. Juni 1995 die Priesterweihe für das Bistum Aversa.
Neben verschiedenen Aufgaben in der Pfarrseelsorge erwarb er einen Abschluss in Philosophie und wurde im Fach Moraltheologie zum Dr. theol. promoviert. Er war Bischofsvikar für die Caritas und die Männergemeinschaft des Bistums, leitete das interdiözesane religionswissenschaftliche Institut Ss Apostoli Pietro e Paolo in Capua und war Diözesandirektor für die soziale Kommunikation des Bistums. Außerdem war er auf nationaler Ebene kirchlicher Assistent der Ranger-und-Rover-Stufe des Pfadfinderverbandes AGESCI.
Papst Franziskus ernannte ihn am 3. Juli 2021 zum Titularbischof von Sorres und zum Weihbischof in Pozzuoli. Der Bischof von Pozzuoli, Gennaro Pascarella, spendete ihm am 19. September desselben Jahres auf der Piazza Antonio De Curtis im Stadtteil Monterusciello von Pozzuoli die Bischofsweihe. Mitkonsekratoren waren der Bischof von Aversa, Angelo Spinillo, und der Bischof von Nola, Francesco Marino.
Am 20. Juni 2023 ernannte ihn Papst Franziskus zum Bischof der in persona episcopi vereinigten Bistümer Pozzuoli und Ischia. Die Amtseinführung im Bistum Pozzuoli fand am 19. September desselben Jahres und im Bistum Ischia vier Tage später statt.